# 第四届超级碗
第四届超级碗（Super Bowl IV），即第四届AFL-NFL世界冠军赛（AFL-NFL World Championship Game），由美国橄榄球联盟（AFL）冠军堪萨斯城酋长队对阵國家美式橄欖球聯盟（NFL）冠军明尼苏达维京人队。比赛于1970年1月11日在新奥尔良的杜兰大学体育场（Tulane Stadium）举行。这场比赛也是最后一届AFL-NFL世界冠军赛，该赛季结束后AFL与NFL之间进行了合并。
最终，堪萨斯城酋长队以23-7战胜明尼苏达维京人队，第一次夺得超级碗冠军。四分卫兰·道森（Len Dawson）获得最有价值球员称号。